# Відзнака «За бездоганну службу» (Російська Федерація)
Це стаття про державну нагороду Російської Федерації. Про нагороду Російської імперії див.: Відзнака «За бездоганну службу» (Російська імперія).
Відзнака «За бездоганну службу» (рос. знак отличия «За безупречную службу») — державна нагорода Російської Федерації.

## Історія нагороди
- 2 березня 1994 року указом Президента Російської Федерації Б. Н. Єльцина «Про державні нагороди Російської Федерації»[1] був заснований ряд державних нагород — орденів, медалей та відзнак, серед яких відзнака «За бездоганну службу».
- Указом Президента Російської Федерації від 7 вересня 2010 року № 1099 «Про заходи щодо вдосконалення державної нагородної системи Російської Федерації»[2] затверджені нині діючі положення та опис відзнаки.
- Указом Президента Російської Федерації від 16 грудня 2011 року № 1631 «Про внесення змін до деяких актів Президента Російської Федерації»[3] до положення та опису відзнаки були внесені зміни — вимога для військовослужбовців бути нагородженим двома і більше нагородами федеральних державних органів розповсюджена на відзнаки XXV та XXX (років); передбачена мініатюрна копія відзнаки.

## Положення про відзнаку
1. Відзнакою «За бездоганну службу» нагороджуються громадяни Російської Федерації, обрані або призначені на посаду відповідно до Конституції Російської Федерації і федеральних законів, а також державні службовці.
Нагородження відзнакою «За бездоганну службу» провадиться за конкретний внесок у становлення громадянського суспільства, розвиток російської державності, зміцнення законності і правопорядку, бездоганну службу понад 15 років і іншу плідну службову діяльність, що принесла істотну користь Батьківщині.
2. При наявності заслуг представляються до нагородження відзнакою «За бездоганну службу»:
- XV, XX, XXV, XXX (років) — військовослужбовці, що бездоганно прослужили відповідно 15, 20, 25 або 30 років і нагороджені двома і більше нагородами федеральних державних органів;
- XX, XXV, XXX, XL, L (років) — громадяни, що бездоганно прослужили відповідно 20, 25, 30, 40, 50 років.

3. Військовослужбовцям вручається відзнака «За бездоганну службу» на георгіївській стрічці, іншим громадянам — на стрічці ордена «За заслуги перед Вітчизною».

### Порядок носіння
- Відзнака «За бездоганну службу» носиться на правій стороні грудей після відзнаки «За наставництво», перед нагрудним знаком до почесного звання Російської Федерації і за наявності державних нагород СРСР розташовується вище за них.
- На повсякденному одязі допускається носіння мініатюрної копії відзнаки «За бездоганну службу». Мініатюрна копія відзнаки носиться на лівій стороні грудей, на рівні петлиці лівого лацкана цивільного костюма.

## Опис відзнаки
- Відзнака «За бездоганну службу» являє собою прямокутну смужку розміром 29 мм на 32 мм, на якій розташований вінок з дубових гілок (для військовослужбовців) або з лаврових гілок (для інших нагороджених). У центрі вінка римськими цифрами позначається кількість років служби. Колодка обгорнена шовковою, муаровою стрічкою. Для військовослужбовців — стрічка георгіївська, для інших нагороджених — стрічка ордена «За заслуги перед Вітчизною». Ширина стрічки — 32 мм.
- Для військовослужбовців відзнака виготовляється зі срібла з позолотою і має позначення XV, XX, XXV або XXX (років). На зворотному боці — номер знака та нарізний штифт з гайкою для прикріплення знака до одягу.
- Для інших нагороджених відзнака з позначенням XX або XXV (років) — зі срібла, з позначенням XXX, XL або L (років) — зі срібла з позолотою; на знаку з позначенням L — позначення L із золота. На зворотному боці — номер знака і шпилька для прикріплення знака до одягу.
- Мініатюрна копія відзнаки «За бездоганну службу» висотою 14,5 мм та шириною 16 мм.

## Відзнаки
| Для військовослужбовців | Для громадян |
| ----------------------- | ------------ |
|                         |              |
| 25 років                | 30 років     |